# SS Pendleton
SS Pendleton est un pétrolier T2 américain construit en 1944 à Portland pour la War Shipping Administration.
Vendu à la National Bulk Carriers (en) en 1948, il est perdu en mer en 1952 où il se casse en deux parties à cause d'une tempête. Le sauvetage inespéré d'une partie de l'équipage par des gardes côtes menés par Bernard C. Webber sur le CG-36500 est le sujet du film The Finest Hours (2016).